# Felix Schmeidler
Felix Schmeidler (* 20. Oktober 1920 in Leipzig; † 29. Oktober 2008 in München) war ein deutscher Astronom.

## Leben
Durch die Berufung seines Vaters Bernhard Schmeidler nach Erlangen wuchs Felix Schmeidler dort auf. Er gehörte einer evangelisch-reformierten Gemeinde an. Nach der Versetzung seines Vaters in den Ruhestand zog die Familie 1936 nach München. Dort besuchte Felix Schmeidler das Max-Gymnasium bis zum Abitur 1938. Wegen einer später ausgeheilten Lungentuberkulose musste er nicht zum Militärdienst, sondern begann mit dem Studium der Fächer Astronomie, Mathematik, Physik und Meteorologie an der Ludwig-Maximilian-Universität. Er promovierte 1941 und war anschließend als Hilfsrechner und als Assistent an der Sternwarte München-Bogenhausen tätig. 1950 habilitierte er sich mit einer Schrift über eine dynamische Theorie der Sonnenatmosphäre.
Schmeidler hielt Gastvorträge in Cambridge, absolvierte einen zweijährigen Forschungsaufenthalt in Australien und führte astronomische Expeditionen in die Sahara, nach Italien und Kanada durch. 1958 wurde er zum außerplanmäßigen Professor ernannt.
Nach seiner Pensionierung widmete er sich astronomiegeschichtlichen Themen. Er arbeitete für die Copernicus-Forschungsstelle bei der Ludwig-Maximilian-Universität in München am Lehrstuhl für Geschichte der Naturwissenschaften. Er hat sich sehr für die Belange der Amateur-Astronomen eingesetzt.
Der Gründer der Ost- und Westpreußenstiftung in Bayern, Heinz Radke, konnte Schmeidler für die Mitarbeit in der Stiftung gewinnen. Von der Gründung der Stiftung 1971 bis zu seinem Tode war er Mitglied des Kuratoriums. Diese Stiftung veranlasste 1981 die Gründung der Altpreußischen Gesellschaft für Wissenschaft, Literatur und Kunst, die die Tradition der von 1924 bis 1945 in Königsberg wirkenden Königsberger Gelehrten Gesellschaft fortsetzte. Schmeidler wurde deren 1. Vorsitzender und blieb es bis zu seinem Lebensende.
Bei der auf Anregung von Nikolaus Lobkowitz 1982 gegründeten Arbeitsgemeinschaft für Ost- und Westpreußische Landeskunde der Universität in München wirkte Schmeidler als Schriftführer und 2. Vorsitzender. 1989 wurde mit Förderung des Freistaates Bayern, der die Patenschaft für die sudetendeutsche Volksgruppe wie auch für die Ostpreußen übernommen hatte, das Institut für Ost- und Westpreußische Landeskunde gegründet. Unter dem Gründungsvorsitzenden Gerhard Grimm übernahm Schmeidler das Amt des 2. Vorsitzenden und rückte 1998 als Nachfolger Grimms auf.
Er war mit Marion Pampe verheiratet und hat eine Tochter und einen Sohn, die beide im Bereich Informatik und Mathematik tätig sind.

## Auszeichnungen
- Ehrenbürger von Königsberg in Bayern
- Silberne Medaille der Universität Helsinki
- Copernicus-Medaille des Kuratoriums Der Mensch und der Weltraum
- Kleinplanet (22348) Schmeidler durch die Internationale Astronomische Union (2006)[1]
- Westpreußischer Kulturpreis (1973)
- Silberne und Goldene Ehrennadel der Ost- und Westpreußenstiftung
- Goldener Albertus der Ost- und Westpreußenstiftung
- Träger des Ehrenschildes Deutschordensland